# 五指山 (海南)
五指山是海南島上第一高的山脉，位於海南島的中部，因峰巒起伏形似五隻手指而得名，是中國名山之一。五指山的最高峰是二指，在一峰二峰之间，海拔1867米。坐落琼中黎族苗族自治县内，是海南岛第一高峰。
山脉呈东北—西南走向，山体长15千米，盆地和丘陵错落分布于山脊两侧，呈多级地形。五指山產生的河流成輻射狀，滾滾流向海南島的四面八方，最終流進大海。 其中有名的大河流是萬泉河，由西向東流進南海。
五指山区是黎族、苗族的聚居地。